# 體操男孩
《體操男孩》（日语：タンブリング）是2010年春季TBS電視台週六晚上八時(日本時間)播出的電視連續劇。首集加長58分鐘。

## 題材由來
2009年因為日本播出以「男子體操部」為題材的話題飲品廣告，引發TBS製作這部以新男子藝術體操部為中心的青春熱血劇集。

## 故事簡介
烏森高校本來只有瀨戶康史、柳下大等五位部員的「男子新體操部」，
因為山本裕典飾演的單純不良少年，
愛上女體操部的茉莉而帶領一群不良學生加入新體操部掀起波瀾。
而他們要面對的不只是練習的困難，還有數之不盡充滿笑與淚的故事...
如一開始航與亮介等之間的友情、體操失敗引起他們的決心、航和他老爸的一小段親情及火野的心結解除與並肩作戰等等。
由最初的一盆合不來的沙，到現在一個有默契的團隊，經歷過這些事，但將會面對的相信是更多的挑戰...

## 登場人物及演員

### 烏森高校

#### 男子新新體操部
- 東航 (山本裕典 主演)

本來以率眾打架渡日的航，因為出席率不足被迫加入新體操部，結果卻被一見鍾情的里中茉莉吸引留下，擁有身手異常的母親奈都子。第二話開始直呼竹中名字。
- 竹中悠太 (瀨戶康史 飾)

體操部的部長，外表軟弱的他有時會意外地展現男子氣概。本來抗拒因「醉翁之意」入部的不良軍團，看到航等人的決心而有所改觀。與航關係在第六話變得非常親近。
- 月森亮介 (三浦翔平 飾)

不良團中較冷靜的一人，在其餘二人激動時負責調解。平時愛以說話調侃隊員。設定為花花公子，樣子蠻帥，第二話的重心人物。
- 日暮里圭兒 (賀來賢人 飾)

不良團中的熱血份子，個性比航更單純。因為爸爸工廠生意慘淡，要打工幫補及照顧數名年幼弟妹。經常和金子在澡堂爭執，在第六話二人關係變好。第三話的重心人物。
- 木山龍一郎 (大東俊介 飾)

雖然曾經是不良少年,但性格沉靜穩重，是最後期加入的部員。曾經失去重要的朋友而不願意接近別人，與土屋、水澤關係較好。第四/五話重心人物。
- 水澤拓 (柳下大 飾)

與竹中共同組建體操部。默默支援團隊的溫柔角色，把新人土屋當弟弟照顧。曾於第五話向木山示愛，第五話重心人物。
- 火野哲也 (西島隆弘 飾)

與體操部格格不入的精英份子。性格冷酷，對航那團體不順眼。原本跟父親練習器械體操，卻因比不上哥哥而轉學新體操，於第七話有重大的轉變，同時加入參與航那班的男子團體體操預賽，改變了自己原有的冷漠性格，打開了自己的心扉。
- 土屋聰史 (冨浦智嗣 飾)

團隊中年紀最小，竹中的中學學弟。第四話因先天性心臟病被迫轉當學會經理人，第四話重心人物。
- 金子敦 (田本清嵐 飾)

與竹中和水澤一樣是原部員。經常發表悲觀/搞笑的言論。愛與日暮里吵架,但第六話與日暮里關係轉好。第九話重心人物。

#### 其他學生
- 里中茉莉（岡本あずさ 飾）

個性溫柔。與航、日暮里、月森同班的轉校生，女子體操部成員，航一見鍾情對象。
- 淺倉葵（岡本玲 飾）

女子體操部經理。
- 赤羽禮兒（伊阪達也 飾）

本為東航的不良團成員，看不過眼航等人因為體操而放棄打架而成為惡役。

#### 教職員
- 江崎祥子 (國仲涼子 飾)

女體操部負責教師，被航戲稱為「老太婆」。開始時對體操部加入不良隊員相當蔑視，改觀後屢次暗中幫助男子體操部。似乎喜歡柏木老師。
- 柏木豐 (AKIRA 飾)

烏森的新任老師，個性單純，愛好園藝。被航脅迫下當了男體操部負責教師，卻有著菁英足球選手的過往。第八話重心人物。

### 其他
- 東 奈都子 (大塚寧寧 飾)

- 航的母親，經營咖啡店，獨力養大航、發飆時擁有堅強戰鬥力的女性。拿手菜是蛋包飯。
- 田代 茂雄 (佐藤二朗 飾)

- 菜店老板，迷戀奈都子。搞笑角色。
- 鶴見 曉彦 (中土居宏宜 飾)

- 竹中的中學同學兼體操部同伴，於體操強校鷲津高校就讀。為新新體操部強敵。
- 小野寺 泰久 (加藤雅也 飾) 第6、7話

- 航的生父, 高中時被父親迫他和奈都子分手,被奈都子隱瞞有兒子一事。
- 矢代 孝一 (佐野和真 飾) 第9話

- 金子的小學好友, 被赤羽指使轉學到烏森學園破壞新體操部。

## 製作人員
- 劇本：江頭美智留、清水友佳子、渡邊啟
- 導演：松田禮人、倉貫健二郎
- 製作：加藤章一

## 主題曲
- 『まなざし』 Honey L Days

## 播放日期 收視率 標題
| 集數       | 播放日期   | 標題       | 編劇              | 導演       | 收視率 |
| ---------- | ---------- | ---------- | ----------------- | ---------- | ------ |
| 1          | 2010/04/17 |            | 江頭美智留        | 松田禮人   | 10.5%  |
| 2          | 2010/04/24 |            | 江頭美智留 渡邊啓 | 倉貫健二郎 | 8.8%   |
| 3          | 2010/05/01 |            | 清水友佳子        | 松田禮人   | 6.9%   |
| 4          | 2010/05/08 |            | 清水友佳子        | 倉貫健二郎 | 6.8%   |
| 5          | 2010/05/15 |            | 渡邊啓            | 松田禮人   | 7%     |
| 6          | 2010/05/22 |            | 清水友佳子        | 浜弘大     | 7.6%   |
| 7          | 2010/05/29 |            | 清水友佳子        | 倉貫健二郎 | 7.2%   |
| 8          | 2010/06/05 |            | 渡邊啓            | 松田禮人   | 7.4%   |
| 9          | 2010/6/12  |            | 江頭美智留        | 浜弘大     | 7.7%   |
| 10         | 2010/6/19  |            | 清水友佳子        | 倉貫健二郎 | 4.0%   |
| 11         | 2010/6/26  |            | 渡邊啓 江頭美智留 | 松田禮人   | 7.6%   |
| 平均收視率 | 平均收視率 | 平均收視率 | 平均收視率        | 平均收視率 | 7.4%   |

## 外部連結
- 體操男孩 TBS官方網站 （页面存档备份，存于） （日語）

## 作品的變遷
| TBS電視台 週六8時                                | TBS電視台 週六8時                  | TBS電視台 週六8時 |
| ------------------------------------------------ | ---------------------------------- | ----------------- |
|                                                  | 體操男孩 （2010.4.17 - 2010.6.26） |                   |
| BLOODY MONDAY Season 2 （2010.1.23 - 2010.3.20） | 震撼鮮師 （2010.7.10 - 2010.9.）   |                   |